# Fritz Heckner
Fritz Heckner (* 27. August 1826 in Schöningen; † 21. September 1904 in Braunschweig) war ein deutscher Unternehmer der Maschinenbau-Industrie und Verleger.

## Leben
Fritz Heckner wurde 1826 in Schöningen im Herzogtum Braunschweig geboren. Er studierte am Collegium Carolinum in Braunschweig Chemie und Maschinenbau. 1861 gründete er dort eine Fabrik zur Herstellung von Bandsägen. Dieser neue Zweig in der Braunschweiger Maschinenbauindustrie deckte den steigenden Bedarf der örtlichen Kleinindustrie, die zuvor auf Importe aus Großbritannien und Frankreich angewiesen war. Die anfangs von vier bis sechs Arbeitern gefertigten Produkte wurden auch in andere Teile des Deutschen Reichs und bis nach Südamerika und Australien geliefert. Heckner verbesserte seine Säge- und Holzbearbeitungsmaschinen, so dass sie Anfang der 1880er Jahre die ausländische Konkurrenz in Deutschland verdrängten.
Heckner verkaufte sein erfolgreiches, auf dem Grundstück Frankfurter Straße 11 ansässiges  Unternehmen Heckner & Co. im Jahr 1888. Am 1. April des gleichen Jahres erwarb er von F. W. Strube dessen Druckerei in Wolfenbüttel. Das unter der neuen Firma Hecknersche Druckerei und Kreisblatt-Verlag fortgeführte Unternehmen gab das Wolfenbütteler Kreisblatt heraus. Heckner modernisierte und vergrößerte seinen Betrieb, kaufte 1894 eine weitere Druckerei und nahm 1896 seinen Schwiegersohn Heinrich Wessel als Gesellschafter in sein Unternehmen auf.
Fritz Heckner zog sich im Mai 1901 aus seinem Unternehmen zurück. Er starb im Alter von 78 Jahren im September 1904 in Braunschweig.